# کلید هوشمند

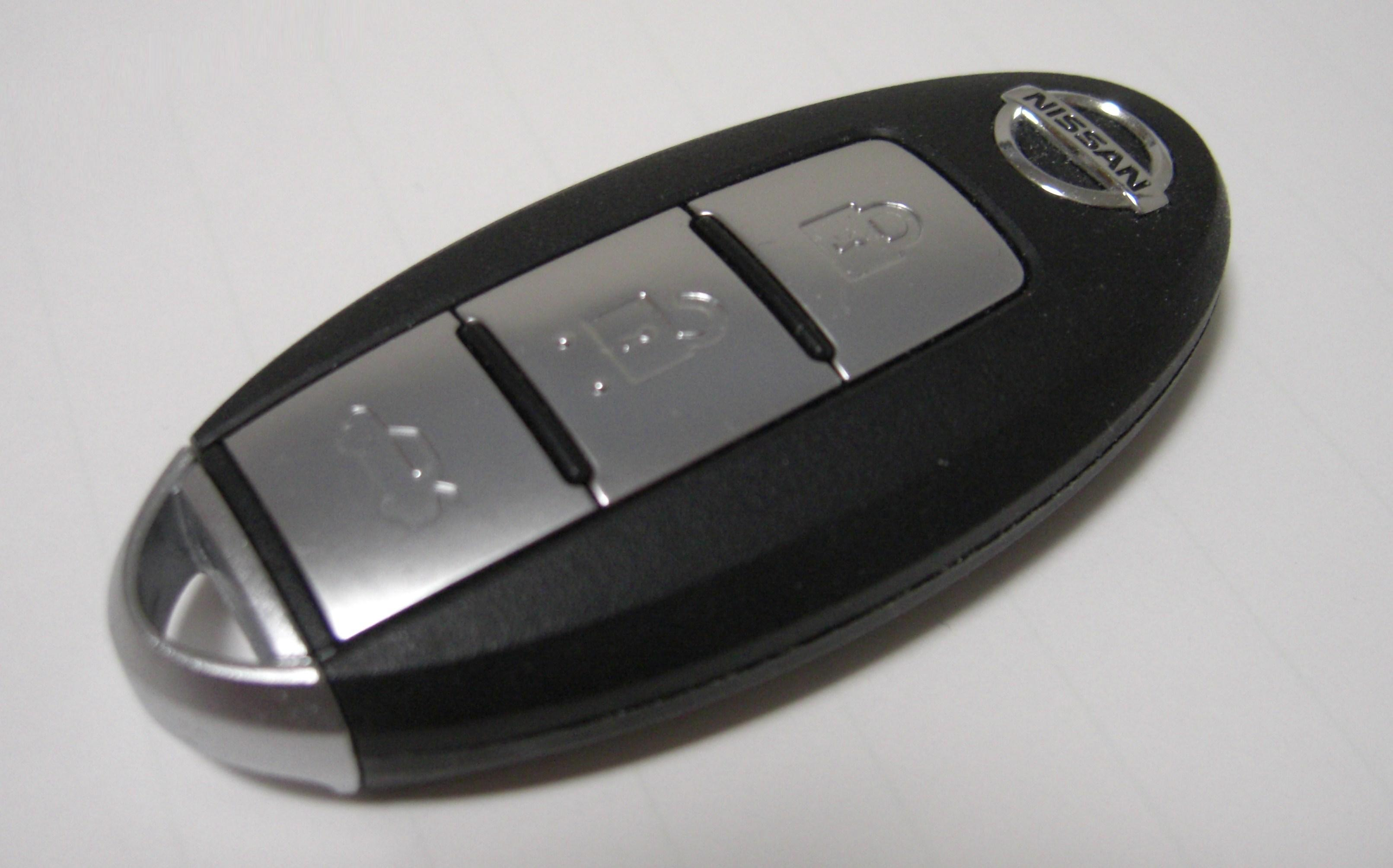
کلید هوشمند نیسان

کلید هوشمند (به انگلیسی: Smart key) یک سامانه دسترسی و اجازهٔ الکترونیکی است که به عنوان یک افزونهٔ استاندارد، یا به عنوان یک گزینهٔ انتخابی در مدل‌های مختلف یک خودرو در دسترس است. این سامانه نخستین بار توسط شرکت زیمنس تولید شد و در سال ۱۹۹۸ با نام «حرکت بدون کلید» توسط شرکت مرسدس بنز و در مدل کلاس-اس دبلیو۲۲۰ معرفی شد.